# (73646) 1978 VT3
1978 في تي 3 (ويعرف أيضًا باسم (73646) 1978 في تي 3 وفق تسمية الكوكب الصغير) (بالإنجليزية: 1978 VT3)‏ هو كويكب ضمن حزام الكويكبات؛ وترتيبه 73646 من حيث الاكتشاف.
اكتُشف هذا الجُرم الفلكي بواسطة اليانور إف. هيلين في 7 نوفمبر 1978.

## وصلات خارجية
- (73646) 1978 VT3 في قاعدة بيانات مختبر الدفع النفاث لأجرام النظام الشمسي الصغيرة

- الاكتشاف · مخطط المدار ·  العناصر المدارية · المعلمات المادية

- (73646) 1978 VT3 على موقع ويكي سكاي: DSS2, SDSS, GALEX, IRAS, Hydrogen α, X-Ray, Astrophoto, Sky Map, Articles and images